# Norikura
Norikura (乗鞍岳, Norikura-dake) és un estratovolcà que es troba a la frontera entre les prefectures de Gifu i Nagano, a l'illa d'Honshu, Japó. Forma part de les muntanyes Hida i forma part del llistat de les 100 muntanyes japoneses més famoses i les noves 100 muntanyes japoneses més famoses. El seu cim s'eleva fins als 3.025,64 msnm. i té una prominència de 1.236 metres.
El volcà es troba dins el Parc nacional de Chūbu-Sangaku, un parc que fou creat el 4 de desembre de 1934. La muntanya, el nom de la qual significa "cadilla de muntar", va rebre el seu nom perquè la seva forma sembla una cadira de cavall.

## Ascensions
És conegut per ser el cim més fàcil d'escalar entre les muntanyes que superen els 3.000 metres del Japó. Amb tot, la primera ascensió documentada no va tenir lloc fins al 1680, quan es diu que Enkū va assolir el cim. El 1878 l'anglès William Gowland fou el primer no japonès en assolir el cim. El 1892 també el va pujar l'anglès Walter Weston.
El 1973 es va obrir el Norikura Skyline prop del cim de la muntanya, la carretera a més alçada del Japó.

## Natura
Després del mont Fuji i el mont Ontake, el mont Norikura és el tercer volcà més alt del Japó. És un estratovolcà i encara es poden veure colades de lava endurida prop del cim. Hi ha vuit planes i 12 llacs de cràter que es van formar per l'activitat volcànica. La darrera erupció va tenir lloc el 50 aC. El Norikura Skyline és una carretera que travessa la muntanya, però durant l'hivern ha d'estar tancada per la neu.